# George Berkeley
George Berkeley (n. 12 martie 1685, Dysart Castle⁠(d), South-East Region, Ireland⁠(d), Irlanda – d. 14 ianuarie 1753, Oxford, Anglia, Regatul Marii Britanii) a fost un episcop irlandez cu descendență engleză, filozof și teoretician în domeniul educației, continuator empirist-conexionist a lui John Locke.

## Biografie
S-a născut în Irlanda, la Kilkenny, iar studiile le-a făcut la școala din Kilkenny și la Trinity College din Dublin. La doar 25 de ani publică două lucrări reprezentative: "New Theory of Visions" (1709) și "Principles of Human Knowledge" (1710). În 1724 a devenit decan al diocezei din Derry. În 1728 pleacă împreună cu soția în America pentru a pune în aplicare proiectul de înființare a Colegiului Sfântul Pavel în Bermude, proiect a cărui finanțare fusese votată în Camera Comunelor. Banii așteptați din America n-au mai sosit, așa încât Berkeley s-a întors în Anglia în 1731. Revenit în Irlanda, devine episcop de Cloyne în 1734.

## Opera filozofică
Este cunoscut mai ales pentru doctrina sa - numită solipsism (sau mentalism), sola spiritus, pentru a cărei pozitivitate creștină care îl face cel ma original filozof împreună cu Diogene Cinicul Antic stă pe raftul filozofiei în compania a nume mari precum Platon, Hegel, Blake, ori Kierkegaard - în care stipula inexistența unei substanțe materiale și faptul că lucrurile, bunăoară pietrele sau mesele, sunt colecții de "idei" sau senzații ce pot să existe doar în minte și doar atâta timp cât sunt percepute. A scris un număr de opere dintre care cele mai cunoscute sunt Tratatul conținând principiile cunoașterii umane (1710) și Trei dialoguri dintre Hylas și Filonous (1713). (Filonous, nume care în grecește înseamnă "iubitorul minții", era chiar Berkeley). În 1734 a publicat volumul Analistul, o critică a fundamentelor științei, care a devenit extrem de influentă în domeniul gândirii matematice, fiind unul dintre cei care au participat la istoria calcului integral.
Berkeley este un excelent critic al predecesorilor săi, în special al lui Descartes, Malebranche și al lui Locke. El merge pe urmele empirismului lockeian care-i constituie punct de pornire, dezvoltându-l și dându-i forma unui idealism subiectiv, dogmă pe care o capătă și spiritualismul său, ce are o singură realitate: spiritul. De asemenea, el apără idealismul, fiind adeptul viziunii conform căreia, realitatea derivă din minte și din ideile acesteia. 
Berkeley respinge dualismul pe care Locke l-a instituit. Pentru el, există doar calități secundare, toate acestea fiind dependente de subiectul ce le percepe, afirmând că: „A exista înseamnă a percepe sau a fi perceput”. Prima parte a afirmației vizează spiritul, iar cea de-a doua, corpurile. Totul există doar în măsura în care este perceput. La fel și ideile. Ele au o esență pasivă, pe când spiritul este o entitate pur activă. Berkeley insistă în mod repetat de-a lungul operei sale, asupra acestei opoziții dintre spirit și idee, ajungând la concluzia că, percepând ideile, spiritul produce lucrurile. Ideile sunt inerte, fiind incapabile de voință și, în concluzie, după el, de orice influență cauzală. De asemenea, ideile sunt identificate chiar cu lucrurile pe care subiectul le percepe.
Nucleul gândirii berkeleyene îl constituie teza dependenței lucrurilor de percepția lor, identitatea dintre existență și percepție. Astfel, se desprinde din nou de Locke (care susține că prin abstractizare se creează ideile generale), criticând teoria acestuia și afirmând că la baza acestor idei stă, de fapt, semnificarea. În această direcție, el face frecventa greșeală sau confuzie a multor gânditori empiriști, de a situa în poziție egală reprezentarea unei idei cu ideea însăși (care poate fi doar gândită).
Sistemul său de gândire este, oricum, dificil de perceput și de înțeles, dovedind multe carențe,  prezentând probleme diverse. Totodată, sistemul său prezintă și destulă flexibilitate, putând răspunde la unele dintre neregulile sale reclamate. Gândirea sa l-a influențat atât pe David Hume, cât și pe Immanuel Kant (chiar dacă aceștia nu i-au împărtășit concepțiile). Russell este cel ce remarcă importanța ideii berkeleyene de percepere, spunând despre aceasta: „El (Berkeley) crede că dovedește că întreaga realitate este mentală; ceea ce dovedește el este că noi percepem calități, nu lucruri și că toate calitățile sunt relative la cel ce percepe”.
Berkeley a fost un teist, fiind ușor de observat că preocuparea sa principală, ce l-a urmărit  de-a lungul vieții, a fost de a focaliza atenția cititorilor săi către existența intrinsecă a unui Spirit atotînțelept, care, după spusele sale din lucrarea sa principală – „Tratatul asupra principiilor cunoașterii omenești”,  „modelează, reglează și susține sistemul a toate câte sunt”...

## Cele mai cunoscute lucrări
- «Experiența unei noi teorii a viziunii» («An Essay Towards a New Theory of Vision»)
- «Un tratat privind principiile cunoașterii umane» («Treatise Concerning the Principles of Human Knowledge»)
- «Trei conversații între Hylas și Philon» («Three Dialogues between Hylas and Philonous»)
- «Sayris sau lanțul gândirii și cercetării filosofice» («Siris: A Chain of Philosophical Reflexions and Inquiries»)